# KK Borac Čačak
O Košarkaški klub Borac Čačak (sérvio:Кошаркашки клуб Борац Чачак), chamado também de KK Borac Čačak, é um clube profissional de basquetebol sediado na cidade de Čačak, Sérvia que atualmente disputa a Liga Sérvia. Foi fundado em 25 de abril de 1945 e manda seus jogos na Hala Borca kraj Morave que possui capacidade de 4.000 espectadores.

## Melhores Resultados
- 1972/73 - 4º colocado nos grupos da temporada
- 1972/73 - participa da Copa Korać
- 1978/79 - participa da Copa Korać
- 1992/93 - disputa as semi-finais da Copa da Iugoslávia
- 2009/10 - 1º colocado na Temporada Regular da Liga Sérvia.